# Nelson Flores
Nelson Blanco Flores (San Miguel, 17 agosto 1999) è un calciatore salvadoregno, centrocampista del San Antonio FC e della nazionale salvadoregna.

## Carriera

### Club
Ha giocato nelle serie minori statunitensi.

### Nazionale
Il 5 novembre 2021 ha esordito con la nazionale salvadoregna giocando l'amichevole persa 1-0 contro la Bolivia.

## Statistiche

### Cronologia presenze e reti in nazionale
| Cronologia completa delle presenze e delle reti in nazionale ― El Salvador | Cronologia completa delle presenze e delle reti in nazionale ― El Salvador | Cronologia completa delle presenze e delle reti in nazionale ― El Salvador | Cronologia completa delle presenze e delle reti in nazionale ― El Salvador | Cronologia completa delle presenze e delle reti in nazionale ― El Salvador | Cronologia completa delle presenze e delle reti in nazionale ― El Salvador | Cronologia completa delle presenze e delle reti in nazionale ― El Salvador | Cronologia completa delle presenze e delle reti in nazionale ― El Salvador |
| Data                                                                       | Città                                                                      | In casa                                                                    | Risultato                                                                  | Ospiti                                                                     | Competizione                                                               | Reti                                                                       | Note                                                                       |
| -------------------------------------------------------------------------- | -------------------------------------------------------------------------- | -------------------------------------------------------------------------- | -------------------------------------------------------------------------- | -------------------------------------------------------------------------- | -------------------------------------------------------------------------- | -------------------------------------------------------------------------- | -------------------------------------------------------------------------- |
| 5-11-2021                                                                  | Washington                                                                 | Bolivia                                                                    | 1 – 0                                                                      | El Salvador                                                                | Amichevole                                                                 | -                                                                          | 71’                                                                        |
| 4-12-2021                                                                  | Houston                                                                    | El Salvador                                                                | 1 – 1                                                                      | Ecuador                                                                    | Amichevole                                                                 | -                                                                          | 68’                                                                        |
| 11-12-2021                                                                 | Los Angeles                                                                | El Salvador                                                                | 0 – 1                                                                      | Cile                                                                       | Amichevole                                                                 | -                                                                          |                                                                            |
| 27-1-2022                                                                  | Columbus                                                                   | Stati Uniti                                                                | 1 – 0                                                                      | El Salvador                                                                | Qual. Mondiali 2022                                                        | -                                                                          | 72’                                                                        |
| 24-4-2022                                                                  | San Jose                                                                   | El Salvador                                                                | 0 – 4                                                                      | Guatemala                                                                  | Amichevole                                                                 | -                                                                          | 46’                                                                        |
| 1-5-2022                                                                   | Cary                                                                       | El Salvador                                                                | 3 – 2                                                                      | Panama                                                                     | Amichevole                                                                 | -                                                                          | 64’                                                                        |
| 27-9-2022                                                                  | Washington                                                                 | El Salvador                                                                | 1 – 4                                                                      | Perù                                                                       | Amichevole                                                                 | -                                                                          | 80’                                                                        |
| 22-3-2023                                                                  | Los Angeles                                                                | El Salvador                                                                | 0 – 1                                                                      | Honduras                                                                   | Amichevole                                                                 | -                                                                          | 46’                                                                        |
| 27-3-2023                                                                  | Orlando                                                                    | Stati Uniti                                                                | 1 – 0                                                                      | El Salvador                                                                | CONCACAF Nations League 2022-2023 - 1º turno                               | -                                                                          | 46’                                                                        |
| 4-7-2023                                                                   | Houston                                                                    | Panama                                                                     | 2 – 2                                                                      | El Salvador                                                                | Gold Cup 2023 - 1º turno                                                   | -                                                                          | 77’                                                                        |
| 20-3-2024                                                                  | Washington                                                                 | El Salvador                                                                | 1 – 1                                                                      | Bonaire                                                                    | Amichevole                                                                 | -                                                                          | 46’                                                                        |
| 22-3-2024                                                                  | Filadelfia                                                                 | Argentina                                                                  | 3 – 0                                                                      | El Salvador                                                                | Amichevole                                                                 | -                                                                          | 77’                                                                        |
| 26-3-2024                                                                  | Houston                                                                    | El Salvador                                                                | 1 – 1                                                                      | Honduras                                                                   | Amichevole                                                                 | -                                                                          |                                                                            |
| 6-6-2024                                                                   | San Salvador                                                               | El Salvador                                                                | 0 – 0                                                                      | Porto Rico                                                                 | Qual. Mondiali 2026                                                        | -                                                                          |                                                                            |
| 9-6-2024                                                                   | Paramaribo                                                                 | Saint Vincent e Grenadine                                                  | 1 – 3                                                                      | El Salvador                                                                | Qual. Mondiali 2026                                                        | -                                                                          |                                                                            |
| 5-9-2024                                                                   | Rincon                                                                     | Montserrat                                                                 | 1 – 4                                                                      | El Salvador                                                                | CONCACAF Nations League 2024-2025 - 1º turno                               | -                                                                          | 78’                                                                        |
| 8-9-2024                                                                   | Rincon                                                                     | Bonaire                                                                    | 1 – 2                                                                      | El Salvador                                                                | CONCACAF Nations League 2024-2025 - 1º turno                               | -                                                                          | 59’                                                                        |
| 13-10-2024                                                                 | Arnos Vale                                                                 | Saint Vincent e Grenadine                                                  | 2 – 1                                                                      | El Salvador                                                                | CONCACAF Nations League 2024-2025 - 1º turno                               | -                                                                          | 70’                                                                        |
| 17-11-2024                                                                 | San Salvador                                                               | El Salvador                                                                | 1 – 0                                                                      | Montserrat                                                                 | CONCACAF Nations League 2024-2025 - 1º turno                               | -                                                                          |                                                                            |
| 21-6-2025                                                                  | Houston                                                                    | Honduras                                                                   | 2 – 0                                                                      | El Salvador                                                                | Gold Cup 2025 - 1° turno                                                   | -                                                                          |                                                                            |
| Totale                                                                     |                                                                            | Presenze                                                                   | 20                                                                         |                                                                            | Reti                                                                       | 0                                                                          |                                                                            |

## Palmarès
- USL League One: 1

North Carolina: 2023